# 泰尤鄉 (阿爾傑什縣)
44°54′N 24°17′E / 44.900°N 24.283°E
泰尤鄉（羅馬尼亞語：Comuna Teiu, Argeș），是羅馬尼亞的鄉份，位於該國中南部，由阿爾傑什縣負責管轄，面積45平方公里，海拔高度202米，2007年人口1,556，人口密度每平方公里35人。